# 秘密の扉から会いにきて
「秘密の扉から会いにきて」（ひみつのドアからあいにきて）は、田村ゆかりの楽曲。畑亜貴が作詞、太田雅友が作曲を手掛けた。田村の24枚目のシングルとして2014年2月5日にキングレコードから発売された。

## 音楽性
本曲は、テレビアニメ『のうりん』のオープニングテーマに起用された。作曲を担当した太田雅友と曲の方向性に関する打ち合わせはしたものの、田村自身は具体的な指示はしていないという。
テンポが速く元気でかわいい曲に仕上がっており、サビでは前作同様フレーズが繰り返されている。歌詞も前作「Fantastic future」が分り易かったことから、畑にはシンプルにするよう依頼したという。
PVは、田園をドレス姿でオープンカー（シボレー・インパラ）やスクーターを使って走る内容になっている。なお田村は堀江由衣の「Days」のような「走る」シーンに憧れていたため、PVに同内容が採り入れられた時は嬉しかったものの、走ったことで体に負担が掛かり、結果的に筋肉痛になったことを明かしている。ちなみに車やブランコに乗るシーンは昔ながらの映像を表現するため敢えて合成にしたという。なお車のドアに書かれた「17」はジャケット撮影時と同じものであるという。

## シングルリリース
2014年2月5日にキングレコードから発売された。田村のシングルとしては前作「Fantastic future」から約10か月ぶりのリリースとなる。
カップリング曲の「レリーフのひとかけら」と「I DO 愛」は、当初10thアルバム『螺旋の果実』に収録予定であったが、バランスの問題で見送られた。しかし今作の制作に際し収録する運びとなった。「レリーフのひとかけら」は、人魚姫のように意思疎通が取れない気持ちを歌ったエモーショナルで切ない曲。アルバム制作時は「ひとりあやとり」とで悩んだという。一方「I DO 愛」は、かつて田村の楽曲を手掛けていた柘植敏道が作曲した曲で、ニュー・ウェイヴ調で一人称に「僕」を採用するなどフレッシュな内容に仕上がっている。そのためレコーディングでは「やんちゃな感じ」で歌ったことを明かしている。

## シングル収録曲
| #         | タイトル                   | 作詞      | 作曲      | 編曲           | 時間  |
| --------- | -------------------------- | --------- | --------- | -------------- | ----- |
| 1.        | 「秘密の扉から会いにきて」 | 畑亜貴    | 太田雅友  | 太田雅友、EFFY | 3:35  |
| 2.        | 「レリーフのひとかけら」   | 松井五郎  | 佐々木裕  | EFFY           | 4:39  |
| 3.        | 「I DO 愛」                | 松井五郎  | 柘植敏道  | 柘植敏道       | 3:52  |
| 合計時間: | 合計時間:                  | 合計時間: | 合計時間: | 合計時間:      | 12:06 |

## チャート
| チャート（2014年）                | 最高位 |
| --------------------------------- | ------ |
| オリコン                          | 6      |
| Billboard Japan Hot 100           | 12     |
| Billboard Japan Hot Animation     | 1      |
| Billboard Japan Hot Singles Sales | 7      |
| サウンドスキャンジャパン          | 7      |

## カバー
- Pastel*Palettes［丸山彩（前島亜美）］ - 2022年4月30日にゲーム『バンドリ! ガールズバンドパーティ!』に追加収録[10]。2023年5月31日発売のアルバム『Pastel à la mode』でCD初収録[11]。